# Angelo Nuvoletta
Angelo Nuvoletta (Marano di Napoli, 22 gennaio 1942 – Parma, 20 ottobre 2013) è stato un mafioso italiano, membro della Camorra.

## Biografia
Era il boss del clan Nuvoletta, insieme ai fratelli Ciro (ucciso nel 1984 in un agguato nella guerra di camorra fra i Nuvoletta-Gionta e i Bardellino-Alfieri-Galasso-Verde) e Lorenzo Nuvoletta (morto in carcere nel 1994). Angelo era la "mente" del clan ed era lui che ne gestiva gli affari economici. Negli anni ottanta ha collaborato prima coi Corleonesi di Salvatore Riina e poi con la Nuova Famiglia. L'alleanza con i siciliani fu sancita nel 1973 a Marano di Napoli in occasione dei festeggiamenti per il ritorno in libertà di Gaspare Mutolo, diventato poi collaboratore di giustizia, alla presenza anche di Riina e Rosario Riccobono.
Nuvoletta gestiva l'organizzazione direttamente da Marano senza mai spostarsi.
Inserito nell'elenco dei 30 latitanti più pericolosi d'Italia, fu arrestato il 17 maggio 2001 dopo 6 anni di latitanza, e condannato a 2 ergastoli per omicidi e stragi (l'omicidio del giornalista Giancarlo Siani e la strage di Poggio Vallesana, dove 5 uomini di Alfieri-Casalesi furono strangolati e sciolti nell'acido), traffico di stupefacenti, estorsione, possesso illegale di armi ed esplosivi, intimidazione e controllo degli appalti pubblici.
Da ultimo era detenuto in regime di 41 bis (confermato l'8 marzo 2011 dalla Corte di cassazione che ritenne il suo stato di detenzione pienamente "compatibile con la salvaguardia dei diritti umani") nel carcere di Spoleto; è morto il 20 ottobre 2013, all'età di 71 anni, nell'ospedale di Parma dove era stato ricoverato. I funerali pubblici sono stati vietati dalla Questura di Napoli.